# Prog (magazyn)
Prog – brytyjski magazyn internetowy oraz miesięcznik poświęcony muzyce prog rockowej, założony w 2009 roku. Od 2017 roku należy do przedsiębiorstwa Future plc dzieląc z siostrzanymi magazynami Metal Hammer i Classic Rock wspólną stronę internetową Louder. 

## Profil
Magazyn Prog jest poświęcony muzyce prog rockowej. Publikuje najnowsze i najważniejsze wiadomości (zarówno aktualne jak i historyczne) , dając dostęp do wywiadów z muzykami, recenzji, historii tras koncertowych, albumów i artystów. W formie drukowanej ukazuje się 11 razy w ciągu roku. W 2012 roku redakcja magazynu ustanowiła coroczne nagrody Progressive Music Awards, obejmujące wszystkie elementy muzyki progresywnej; od najlepszego nowego i wschodzącego artysty, albumu roku i najlepszego wydarzenia na żywo, po hymn roku oraz nagrodę za całokształt twórczości i tytuł Prog God. Zdobywcami tego ostatniego byli między innymi: Rick Wakeman (2012), Peter Gabriel (2014), Tony Banks (2015), Carl Palmer (2017), Steve Howe (2018) i Nick Mason (2019).

## Historia
Pod koniec 2008 roku dziennikarz Jerry Ewing przedstawił pewnemu wydawnictwu pomysł na nowy magazyn, który miałby być poświęcony w całości rockowi progresywnemu, od dawna krytykowanemu w mainstreamie jako apoteoza muzycznego ekscesu sprzed ery punk rocka z lat 70., w dużej mierze zapomniana domena albumów koncepcyjnych, długich utworów i wyrafinowanej wirtuozerii instrumentalnej. Wydawcy Ewinga zgodzili się jednak na ten pomysł, ponieważ rock progresywny był wówczas ciągle żywym kierunkiem. Jego wpływ na główny nurt rocka można było dostrzec w albumach koncepcyjnych takich zespołów jak Coheed and Cambria, Muse, Pendulum czy Transatlantic (The Whirlwind). Magazyn Prog został założony w styczniu 2009 roku. Rok później sprzedawał się w nakładzie około 22 000 egzemplarzy, co stanowiło połowę nakładu NME.
Od 2017 roku należy do przedsiębiorstwa Future plc dzieląc z siostrzanymi magazynami Metal Hammer i Classic Rock wspólną stronę internetową Louder, dzięki czemu fani rocka mają w jednym miejscu dostęp do wszystkich jego odmian, zaś sama strona z ponad 5 milionami obserwujących w mediach społecznościowych jest jedną z największych i najbardziej wpływowych alternatywnych stron muzycznych na świecie.
Prog istnieje również w formie aplikacji dostępnej na platformie App Store oferującej ten sam zestaw informacji co strona internetowa.